# Amazon Elastic Block Store
Amazon Elastic Block Store (EBS) は、Amazon.comがAmazon Web Servicesにて提供している、Amazon EC2インスタンスに接続できるブロックレベルのストレージ。EBSはブロックデバイスと同様に使用でき、ファイルシステムでフォーマットし、マウントできる。さらに、EBSは、スナップショット作成やクローン作成など、数多くの高度なストレージ機能をサポートしている。2008年8月にサービスを開始した。2019年9月現在、EBSのボリュームは最大16TB。 

## ボリュームタイプ
以下の種類のボリュームタイプが選択できる。
EBS プロビジョンド IOPS SSD (io1)
最も IOPS とスループットが高く、値段も最も高いタイプ
EBS 汎用 SSD (gp2)
標準的な SSD ストレージ
スループット最適化 HDD (st1)
IOPS が低いが gp2 よりもスループットが高い、標準的な HDD ストレージ
Cold HDD (sc1)
最も安価な HDD ボリューム

## スナップショット
バックアップなどを目的にEBSのスナップショットを取ることができる。スナップショットは Amazon Simple Storage Service に保存される。複数回行った場合は2回目以降は増分バックアップになる。Amazon Data Lifecycle Manager を使用して指定した時間間隔で自動バックアップを取ることもできる。

## 耐障害性

### 故障率
EBSボリュームは複製されたバックエンドストレージ上に構築されているため、単一コンポーネントの障害によってデータが失われることはないが、複数のアベイラビリティーゾーンに分散されているわけでもなく、高度なデータ保護を提供する意図もなく、年間0.1%～0.2%の年間故障率（データ消失）が生じる。つまり、1000個あたり年1～2個のボリュームのデータが消失し、全て1GBなら、1TBのデータあたり年間1～2GBのデータが消失する。
Network File Systemで接続する方のAmazon Elastic File Systemは複数のアベイラビリティーゾーンに分散しており、より可用性と耐障害性を高めている。またAmazon Simple Storage Serviceのデータ消失は1TBあたり年間10バイトでありEBSよりも圧倒的にデータ消失が少ない。Amazon AuroraやAmazon DocumentDBは3つのアベイラビリティーゾーンに6重に重複して記録しているため、こちらもよりハードウェア障害によるデータ消失の量が少ない。

### 可用性
可用性は99.999%であり、つまり年平均5分停止する。